# کرسی (کالیفرنیا)
کرسی (به انگلیسی: Cressey) یک منطقهٔ مسکونی در ایالات متحده آمریکا است که در شهرستان مرسد، کالیفرنیا واقع شده‌است. کرسی ۴٫۵۵۴ کیلومتر مربع مساحت و ۳۹۴ نفر جمعیت دارد و ۵۱ متر بالاتر از سطح دریا واقع شده‌است.